# Талызина, Нина Фёдоровна
Ни́на Фёдоровна Талы́зина (28 декабря 1923, Лучинское, Угличский уезд, Ярославская губерния — 6 января 2018, Москва) — советский и российский психолог. Специалист в области педагогической психологии. Лауреат большого количества премий и наград за заслуги в области науки и образования. Внесла крупный вклад в разработку деятельностного подхода к обучению. Действительный член Академии педагогических наук СССР (с 1989), действительный член Российской академии образования (c 1993).

## Биография
Н. Ф. Талызина родилась в многодетной крестьянской семье в селе Лучинское (ныне — в Переславском районе Ярославской области). В молодости на мировоззрение Н. Ф. Талызиной большое влияние оказала семья просветителя Б. Ф. Некрасова, племянника Н. А. Некрасова.
После окончания семилетней школы Н. Ф. Талызина поступила в 1939 году в Ярославское педагогическое училище. В 1942 году стала студенткой физико-математического факультета Ярославского педагогического института, где начала заниматься психологией под руководством профессора НИИ психологии АПН РСФСР Т. Е. Егорова.
С 1947 по 1950 гг. училась в аспирантуре НИИ психологии АПН РСФСР. Под руководством профессора П. А. Шеварева защитила диссертацию на тему «Умозаключения при решении геометрических задач». Одновременно работала в научной лаборатории психологии обучения, которую возглавляла Н. А. Менчинская.
С 1950 года работала в Московском государственном университете. Научно-исследовательскую деятельность в МГУ начала под руководством П. Я. Гальперина. Сотрудничала с ним с самого начала разработки его теории поэтапного формирования умственных действий, является его ученицей и последовательницей. В 1970 г. под его руководством защитила докторскую диссертацию на тему «Управление процессом усвоения знаний».
В 1963 году возглавила кафедру педагогики философского факультета МГУ, а после создания факультета психологии — кафедру педагогической психологии и педагогики, заведующей которой была в течение 28 лет. В 1971 г. Н. Ф. Талызиной было присвоено звание профессора, в том же году она была избрана членом-корреспондентом АПН СССР, а в 1989 г. — академиком АПН СССР (РАО).
С 1966 г. являлась руководителем лаборатории педагогической психологии, с 1989 г. возглавляла Центр по переподготовке работников системы образования при факультете психологии МГУ, осуществляющий обучение преподавателей и методистов на основе деятельностной теории учения.
Умерла 6 января 2018 года; похоронена на Истринском кладбище в Московской области.

## Научный вклад
Исходными теоретическими постулатами деятельностной теории учения послужили положения, разработанные в советской психологии Л. С. Выготским, С. Л. Рубинштейном, А. Н. Леонтьевым, П. Я. Гальпериным. С точки зрения Талызиной, именно деятельностный подход является метологической базой для создания психологии, которая позволяет преодолеть функционалистский подход к психике, мешающий eё адекватному исследованию. В качестве единицы анализа (в том числе учебной деятельности) должна выступать не изолированная функция, а действие как системное образование. Н. Ф. Талызина осуществляет дальнейшее развитие идей деятельностной теории и общепсихологической теории становления психических функций П. Я. Гальперина. Благодаря Н. Ф. Талызиной теория формирования умственных действий и понятий в настоящее время реализуется на практике в процессе обучения во всем мире.
Обширные исследования Н. Ф. Талызиной внесли большой вклад в развитие педагогической психологии, а также в организацию современного непрерывного образования и профессиональной подготовки психологов. Н. Ф. Талызиной активно изучались закономерности и механизмы процесса учения, формирования умственных действий и познавательных умений. Разработаны методы моделирования различных видов познавательной деятельности и принципы управления процессом их формирования. Сформулирована деятельностная концепция программированного обучения.
Н. Ф. Талызиной было проведено семь циклов исследований. Они посвящены:
1. формированию научных понятий[20][21][22];
2. возрастным возможностям усвоения логического мышления[23];
3. моделированию и формированию познавательных видов деятельности[24];
4. психологическим механизмам обобщения[25];
5. рассмотрению обучения как одного из видов управления и анализу особенностей реализации в обучении требований общей теории управления[26];
6. деятельностному подходу к психодиагностике интеллекта[27][28];
7. использованию деятельностного подхода при разработке проблем дидактики[29].

Результаты исследований Н. Ф. Талызиной представлены в многочисленных (более 400) публикациях, изданных на 16 языках.

## Основные труды
- Теоретические проблемы программированного обучения. М., 1969;
- Пути и возможности автоматизации учебного процесса. (В соавторстве с Т. В. Габай). М., 1977;
- Методика составления обучающих программ: Учебное пособие. 1980;
- Управление процессом усвоения знаний: психологические основы. М., 1975, 1984;
- Педагогическая психология. Психодиагностика интеллекта. (Совместно с Ю. В. Карповым). М., 1987;
- Пути разработки профиля специалиста. (Ред. и соавт.). Саратов, 1987;
- Формирование познавательной деятельности младших школьников: Кн. для учителя; М., 1988;
- Природа индивидуальных различий: Опыт исследования близнецовым методом. (Совместно с С. В. Кривцевой, Е. А. Мухаматулиной). М., 1991;
- Формирование приемов математического мышления (Сборник) (Ред. и соавт.). М., 1995;
- Усвоение научных понятий в школе. (Совместно с И. А. Володарской, Г. А. Буткиным). М., 1999;
- «Практикум по педагогической психологии», М., 2002, 2008;
- Педагогическая психология. Учебное пособие. М., 1998—2013 (9 изданий).

## Награды и звания
Н. Ф. Талызина — заслуженный профессор Московского университета (1997); почетный профессор факультета психологии МГУ (2003); обладатель большого количества наград за вклад в развитие науки и образования. В их число входит:
- золотая медаль «Выдающиеся ученые 21 века» Международного биографического центра (2007);
- премия Президента Российской Федерации в области образования (1997)[30].

- премия имени М. В. Ломоносова за научную деятельность (2001) за цикл работ «Деятельностная теория учения и обучения»;
- золотая медаль Российской Академии Образования (2007);
- медаль Н. К. Крупской;
- медаль К. Д. Ушинского;
- значок «Отличник высшего образования»;
- две медали ВДНХ;
- Орден Кубы за вклад в развитие образования в республике (1988);
- победитель Национального конкурса «Золотая Психея» в номинации «Патриарх российской психологии» (2013);
- и другие.